# René Fauchois
René Fauchois foi um dramaturgo e ator francês, nascido no ano de 1882, morto em 1962. Obras: L'Exode, La Danseuse Éperdue, Le Singe qui Parle, Boudu sauvé des eaux.